# Karbonkredit
A üvegházhatású gázkibocsátásokkal a karbonpiacokon kereskednek. A karbonpiacoknak két fő típusa létezik. A kötelező karbonpiacon karbonkvótákkal, az önkéntes karbonpiacon karbonkreditekkel lehet kereskedni. Ez a kibocsátáskereskedelem egyik formája.

## Definíció
A karbonkredit az önkéntes karbonpiac kibocsátási egysége. Az önkéntes karbonkreditek – a kötelező piaci kvótákkal ellentétben – tényleges kibocsátás-csökkentés révén jönnek létre: olyan minősített, megújuló energiát használó projektek által, amelyek korábban fosszilis energiaforrásokat használtak, vagy olyanok által, amelyek kifejezetten az úgynevezett tiszta energia előállítására jöttek létre, de erdővédelmi és erdőtelepítési projektek is jogosultak kreditkibocsátásra az előírt kritériumok teljesítése esetén.
A kibocsátási egység igazolja, hogy 1 tonna szén-dioxid vagy azzal egyenértékű egyéb üvegházhatású gáz nem került kibocsátásra vagy megkötésre került a légkörből. A karbon kibocsátási egységeket rendszerint múltbeli kibocsátások ellentételezésére szokták felhasználni, de jövőbeli kibocsátásra is feljogosíthatja az egységet megvásárolót. 

## Miért jött létre?
A Föld éghajlata folyamatosan változik, napjainkban egy felmelegedő fázis hatásait tapasztaljuk. Ennek a klímaváltozásnak is nevezett folyamatnak főleg természetes okai vannak. A belső és külső okokon kívül azonban az ember is hozzájárul a globális felmelegedéshez, a folyamatra gyorsítóan hat. Ez több problémát is okozhat a jövőben, hiszen nem minden társadalom és ökoszisztéma tud ezekre a hatásokra kellő gyorsasággal reagálni. Ezért a klímakutatók az utóbbi évtizedekben folyamatosan jelentéseket adnak ki arról, hogy az emberi tevékenységek által légkörbe juttatott nagy mennyiségű üvegházhatású gázok milyen komoly problémát okozhatnak a jövőben. 

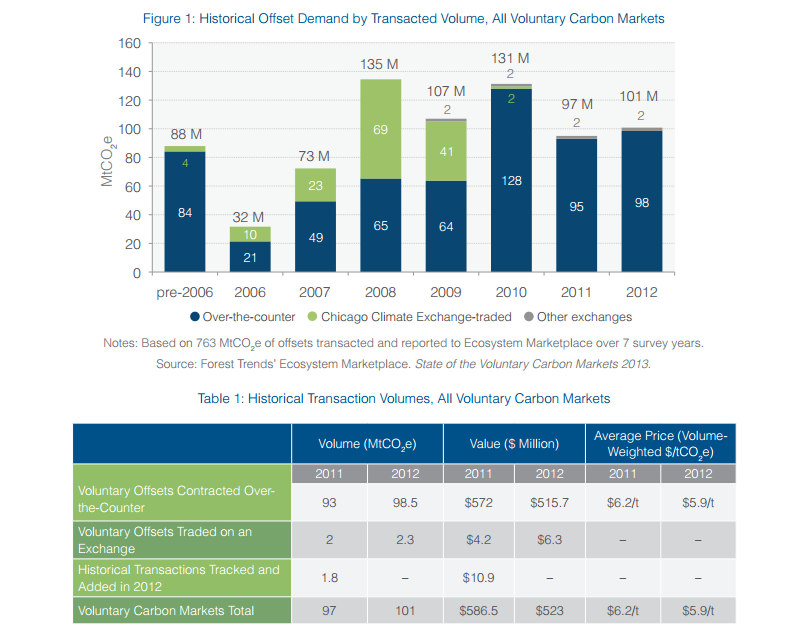
Karbonkreditpiac (2011–2012)

Az éghajlatváltozással szembeni küzdelem csak globális összefogással lehetséges. Ezt az összefogást testesítette meg 1992-ben az ENSZ Éghajlatváltozási keretegyezmény (UNFCCC), mely a kereteket adta meg a nemzeti összefogáshoz. Az egyezmény keretében a fejlett országok megállapodtak az üvegházhatásúgáz-kibocsátások csökkentéséről. Az egyezményben úgy határoztak, hogy 2000-re nem haladhatják meg az 1990-es szintet, valamint nyilvántartást vezetnek az üvegházhatású gázok kibocsátásáról.
Ez azonban kevésnek bizonyult, így 1997-ben a Kiotói jegyzőkönyvel, ezt megerősítették és immár 38 ország vállalta, hogy 2012-ig 5,2%-kal csökkentik 1990-hez képest az üvegházhatásúgáz-kibocsátást. Azóta is számos egyezmény és célkitűzés született az üvegházhatásúgáz-kibocsátás csökkentésére, és ezeknek következtében alakult ki a kötelező és az önkéntes karbonpiac. Ezeken kibocsátási egységekkel kereskednek, a kötelező karbonpiacon karbonkvótának, az önkéntes karbonpiacon karbonkreditnek nevezik ezeket az egységeket.

## Kik bocsátják ki?
Az önkéntes karbonkreditek előállításánál különféle források jöhetnek szóba, amelyek segítségével a károsanyag-kibocsátás jelentősen csökken, vagy egyszerűen megszűnik. Ezek között említhetjük többek között a napenergiát, a szélturbinák vagy vízerőművek működtetését, de ide soroljuk az erdőtelepítést is. A megújuló energiák alkalmazásával ugyanis csökken a fosszilisenergia-igény és ezáltal kevesebb üvegházhatású gáz kerül a légkörbe. Az új erdők pedig megkötik a légkörben lévő szén-dioxidot.
A projekteknek szigorú feltételeknek kell megfelelniük ahhoz, hogy karbonkrediteket bocsáthassanak ki. Ezek közül a legfontosabb az addicionalitás, vagyis az, hogy egy projekt csak akkor válhat jogosulttá karbo kreditek kibocsátására, ha a kreditek eladásából származó bevételek nélkül nem tudna megvalósulni.

## Kik, mire használják?
A karbonkreditekkel az önkéntes piacokon kereskednek. Ez egy állami szabályozástól független piac, ahol nem a jogszabályi megfelelés, hanem valamilyen más motivációból vásárolnak kibocsátási egységeket a piaci szereplők, köztük magánszemélyek is. A legfőbb motivációs okok a társadalmi felelősségvállalás, illetve ennek a marketing értéke.
A piaci szereplők és magánszemélyek általában saját karbonlábnyomukat, vagy annak egy részét szokták semlegesíteni karbonkreditek által. Tehát a cég tevékenysége, egy ember életmódja vagy egy termék életciklusa nyomán közvetlenül és közvetetten légkörbe kerülő üvegházhatású gáz mennyiségét. Vállalatok és egyének esetében rendszerint 1 éves időszakra vonatkozóan számolnak karbonlábnyomot. Ez lényegében a közvetett és közvetlen energiafogyasztást foglalja magában, azaz a közlekedéstől, az áramfogyasztáson át a keletkező hulladékig számos dolgot tartalmaz. 

## Mi alapján különböztetjük meg az egyes karbonkredit típusokat?
A karbonkrediteket csoportosíthatjuk az adott karbonkreditet termelő zöld projekt jellege, lokális hatása és a karbonkreditet minősítő szerv alapján.
I. A zöld projekt lokális hatása alapján
A minősített karbonkreditek az őket előállító projektek jellegétől függően különböző típusúak lehetnek aszerint, hogy például egy közösség javát szolgáló fejlesztés, egy nagy léptékű megújuló energia projekt keretén belül jöttek létre, vagy magas szintű technológiai innovációt hordoznak magukban, és ezért kevésbé gyakorolnak hatást a kivitelezés környékén élő emberek mindennapjaira.
II. A zöld projekt jellege alapján (víz, szél, biomassza, erdősítés stb.)
Az egyik népszerű VER típus a szélerőművek vagy vízerőművek kibocsátás-megtakarítása által keletkezett karbonkredit; ezek az erőművek a nagymértékű ÜHG (üvegházhatású gáz) kibocsátás-csökkentést jelentős energiatermelési kapacitásuk mellett érik el.
A projektek egy másik típusa a meglévő gyártási és termelési folyamatok megváltoztatása által törekszik a kibocsátás-csökkentésre, emellett a hulladékgazdálkodás és a közvetett szolgáltatások igénybevétele tekintetében is környezetbarát alapelveket követ (pl. kevesebb kibocsátással járó szállítási módozatok igénybe vétele).
Az ÜHG-k megkötésének egyik leghasznosabb formája az erdőtelepítés. Célja, hogy a korábbi – akár helyileg máshol lezajlott – erdőirtásokból eredő hiányt visszatelepítéssel pótolják, ezzel tartva meg az erdővel borított területek arányát. Fontos hozzáadott értéke az erdőtelepítésnek, hogy állatfajok százainak biztosít természetes élőhelyet, ezáltal közvetve fajok fennmaradását is segíti.
III. A minősítő szerv alapján
Az önkéntes piaci VER egységekre ugyan kevesebb szabályozás vonatkozik és a tanúsítás költségei is jelentősen elmaradnak a kötelező piacon megszokottól, de ez nem jelenti azt, hogy ne kellene szigorú szabványoknak megfelelniük. A karbonkreditek minősítésének természetesen elengedhetetlen feltétele, hogy valódi és mérhető kibocsátás-csökkentést eredményezzenek.
A karbonkreditek minősítését különböző szempontok alapján működő minősítő szervek végzik. Lévén hogy az egyes minősítő szervek eltérő szabványrendszer alapján minősítik a karbonkrediteket, a különböző minősítések különböző értéket képviselnek a piacon. A legelterjedtebb nemzetközi minősítési szabványok a VCS (Voluntary Carbon Standard), a Social Carbon Standard és a Gold Standard, amelyek közül a Gold Standard a legelismertebb és ebből következően a legdrágább is.

## A karbonkreditek nyugdíjaztatása és kivonása a forgalomból
A kibocsátás-ellentételezés folyamatának fontos és elengedhetetlen lépése a karbonkreditek nyugdíjaztatása a megfelelő regisztráló szervnél. A nyugdíjaztatásnál a regisztrátor minden esetben feltünteti a karbonkredit felhasználóját (akinek a kibocsátása ellentételezésre került); a karbonkredit minősítését; hogy milyen projektből milyen sorszámú karbonkreditek kerültek nyugdíjaztatásra; és hogy melyik tanúsító cég minősítette azokat. Ez a lépés biztosítja, hogy a nyugdíjaztatott kreditek ezután már ne kerülhessenek vissza a kereskedelmi forgalomba, és ne lehessen egy kreditet kétszer eladni.

## Külső hivatkozások
- Dr. Fogarassy Csaba (2012): Karbongazdaság (Low-Carbon Economy)
- Archiválva 2013. szeptember 28-i dátummal a Wayback Machine-ben A karbonkredit (magyar)
- Prémim karbonkredit (angol)
- VCS karbonkredit (angol)
- Nyugdíjaztatott kreditek a markit rendszerében (angol)
- Karbonkreditpiac helyzete 2012-ben (angol)